# Цоню Дамянов
Цоню Стоев Дамянов е български юрист, доктор на юридическите науки.

## Биография
Роден е в село Жеравино, община Кюстендил. Завършва гимназия в Кюстендил и правни науки в Прага.
Работи като адвокат в Кюстендил и София, до пенсионирането си през 1960 г. Научните му изследвания са предимно в областта на семейното и международното частно право. Носител на орден „Кирил и Методий“ I степен.